# Hamburger Dombibliothek

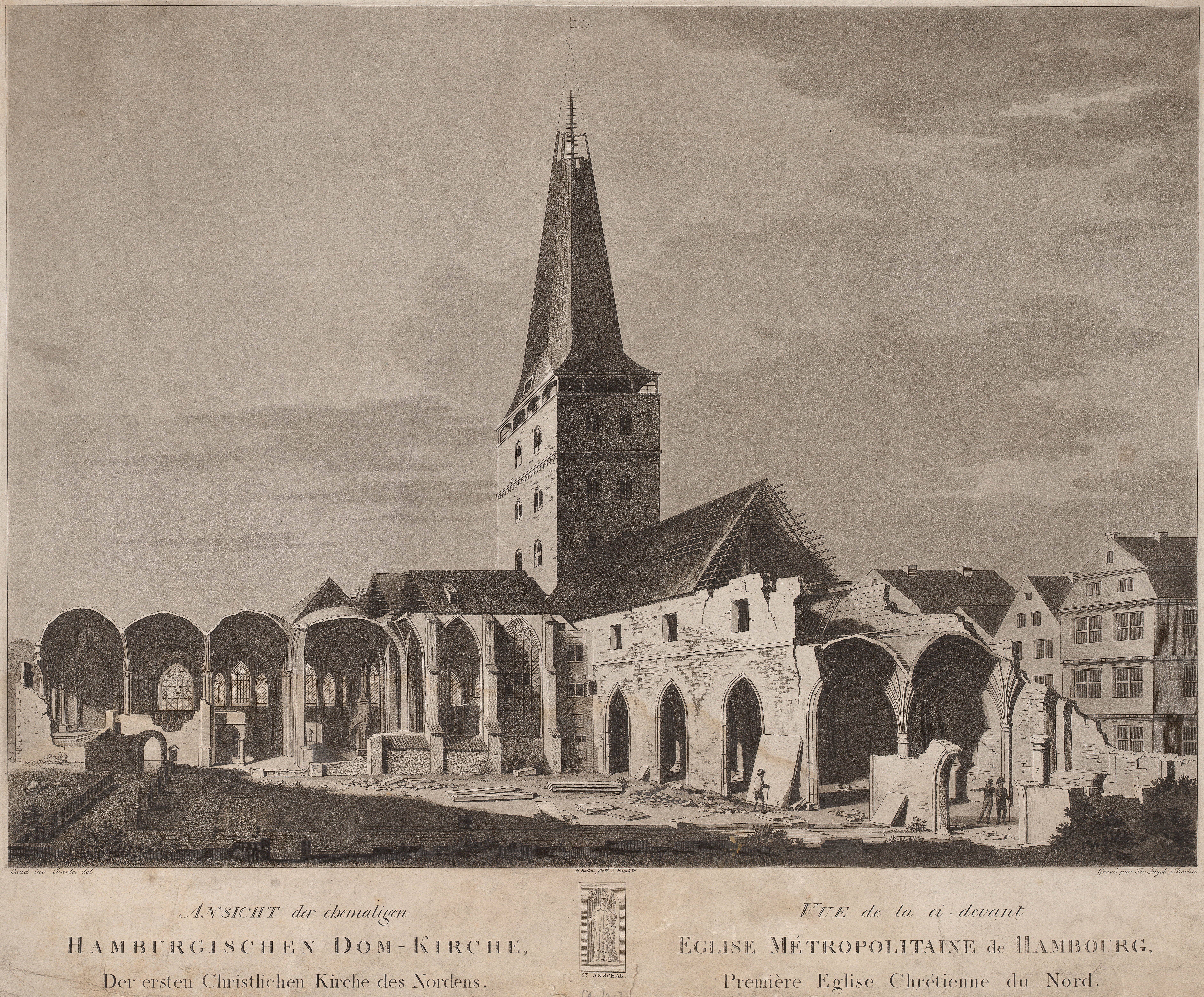
Hamburger Dom und Konventsgebäude, teilweise abgerissen (Zustand 1806)

Die Hamburger Dombibliothek war die Büchersammlung der Domherren am Hamburger Mariendom. Sie wurde 1784 versteigert, wobei die Königliche Bibliothek Kopenhagen die wertvollsten Manuskripte erwarb.

## Geschichte
Die Dombibliothek war die älteste und zunächst auch die einzige Büchersammlung der Stadt Hamburg.
In wenigen Fällen enthalten historische Bücher Einträge, aus denen ihre Zugehörigkeit zur Bibliothek hervorgeht: Ein im frühen 11. Jahrhundert angefertigtes Evangeliar wurde der Hamburger Dombibliothek von Gottfried, einem Stormarner Gaugrafen († 1110) geschenkt. Die für das Domkapitel 1255 angefertigte sogenannte Hamburger Bibel enthält die Notiz, dass die Dombibliothek beim Stadtbrand von 1284 nicht zerstört wurde.
Die Bücher befanden sich bis zur Reformationszeit im Dom selbst. Nachdem der Domdekan Otto Schulze († 1630) seine Privatbibliothek dem Dom geschenkt hatte, wurde das ehemalige Refektorium, in Hamburg Revent[h]er (= Remter) genannt, als Büchersaal eingerichtet und diente seit 1659, um weitere Bestände erweitert, als öffentliche Bibliothek. Diese wurde allerdings von der Öffentlichkeit kaum wahrgenommen und außer von den Domherren selbst auch kaum benutzt. Aus dem 17. Jahrhundert sind mehrere Bücherschenkungen bekannt, doch der Auktionskatalog von 1784 verzeichnete kein nach 1660 gedrucktes Buch.

## Aufstellungsort
Ein kleiner Kreuzgang am St. Peters Ort (= Speers Ort) erschloss die Konventsgebäude der Domherren. Hier, auf dem Areal zwischen der Petrikirche und dem Dom, befanden sich bis zum Abriss im Jahr 1782 „das Archiv, die Bibliothek und die Versammlungszimmer des Kapitels“. Zacharias Konrad von Uffenbach besuchte die Bibliothek im Februar 1710 während ihrer regulären Öffnungszeit (am Mittwochnachmittag von drei bis fünf Uhr). Die Sammlung, so Uffenbach 1753, befand sich „in einem zimlich grossen Saal in dem Dom selbsten an der Seite; man gehet eine Treppe in dem Dom hinauf.“
Der Bibliotheksraum wird als längsrechteckiger, heller, eingewölbter Raum beschrieben, dessen Decke mit einer Darstellung des südlichen Sternenhimmels (asterismis austral.  Poli Antartici) ausgemalt war. Über dem Eingang befand sich folgende Inschrift: „Reverendi Capituli Hamburgensis Bibliotheca, linguae et manuum puritate dedicata. (Büchersaal des ehrwürdigen Domcapitels, der Reinigkeit der Zunge und der Hände geweiht.)“ An der Ostwand des Raumes las man eine Inschrift, die daran erinnerte, dass der Domdechant Joachim Goedersen diese Bibliothek im Jahre 1652 hatte herrichten lassen.
Die Bücher „standen dort rund um, sowohl an den Wänden, als unter den Fenstern, auf zierlichen Repositorien, waren nach den Facultäten alphabetisch geordnet, und meistens in Franzbänden gebunden.“ Wegen Platzmangel hatte man über die ganze Länge des Raumes zusätzlich zwei 3 Fuß hohe und ebenso breite Bücherschränke aufstellen lassen, „welche an beyden Seiten mit zwo Reihen Büchern über einander versehen sind.“ Uffenbach beschrieb diese niedrigen Schränke als Tische.
Außer den Büchern gehörten auch ein Erd- und ein Himmelsglobus von Tycho Brahe mit einem Durchmesser von je 3½ Fuß zur Sammlung. Uffenbach sah in drei Schränken „verschiedene schöne mathematische Instrumente“.
Der Begriff Revent[h]er wurde im 17. und 18. Jahrhundert nicht nur für den Bibliotheksraum im ehemaligen Refektorium, sondern auch für den „weitläufigen Vorraum“ der Bibliothek verwendet; hier fanden oft Buchauktionen statt. Für das Hamburger Publikum war der Revent[h]er auch als Konzertsaal bedeutsam. Beispielsweise wurde Händels Brockes-Passion 1719 hier uraufgeführt.

## Bestände
Uffenbach sah 1710 einen nicht sehr großen Bücherbestand, den er auf etwa 3000 Bücher schätzte, vorwiegend juristische Werke. Als wertvollstes Buch wurde ihm vom Bibliothekar Wörenhof ein Evangeliar vorgelegt, „auf selbigem stunde der name Godefridus Comes, dabey von einer neuern Hand gezeichnet: mortuus 1106.“ Außer den Manuskripten lateinischer Klassiker (siehe unten) erwähnte er unter anderem folgende für die Geschichte Hamburgs interessante Bücher:
- Privilegien der Hanse in England (Privilegia mercatorum ansae teutonicae in Angliae regno & Anglica ditione fruenda, 1784 für die Königliche Bibliothek Kopenhagen erworben[14]);
- Von Ordnung der hohen Obrigkeit in Hamburg (niederdeutsch).

Johann Joachim Rasch schätzte 1757, dass sich mehr als 12.000 Bände in der Dombibliothek befunden hätten, das erscheint im Vergleich zu Uffenbachs Angaben und dem Auktionskatalog als viel zu hoch gegriffen.
Friedrich Johann Lorenz Meyer erstellte anhand des Auktionskatalogs eine Übersicht über die wichtigsten Bücher:
- Bibel (Vulgata), 3 Bände Folio, datiert 1255;
- Märtyrerlegende, 2 Bände Folio;
- viele illuminierte Messbücher;
- Pariser Polyglotte und andere seltene Bibeln;
- Ungarische Bibel, Folio, datiert 1590;
- Corpus historiae byzantinae, Pariser Originalausgabe;
- Hiob Ludolfs äthiopisches Lexikon mit handschriftlichen Zusätzen von Christoph Schlichting, London 1661;
- Vergil: Manuskript der Aeneis;
- Ovid: Manuskripte der Metamorphosen (2 Exemplare), Fasti, Tristia;
- Lucanus: Manuskript von De bello civili;
- Juvenal, zwei Bände Manuskripte;
- Terenz: Manuskript der Komödien mit Kommentaren;
- eine schöne Ausgabe des Kartenwerks von Ptolemäus, gedruckt in Ulm 1486.

## Versteigerung
Im Jahr 1781 beschloss das Domkapitel, den Bestand der Hamburger Dombibliothek zu versteigern „weil das Bibliothekszimmer in dem alten Gebäude baufällig war, [und wenn die Bücher verkauft würden,] bei dem neuen Bau ... die Einrichtung eines solchen Zimmers erspart würde.“ Mit dem Erlös sollte die dringend notwendige Renovierung des Kirchturms finanziert werden. Der bei Anton Harmsen gedruckte, von einem Dr. Schöne erstellte Versteigerungskatalog umfasste 4798 Nummern.
Die Auktion war wegen mehrfacher Datumsänderung kein großer Erfolg; schon die Zeitgenossen kommentierten, der Bücherschatz sei weit unter Wert verschleudert worden. Trotzdem versäumten es Hamburger Sammler und Bibliotheken, bei dieser Gelegenheit Bücher der Dombibliothek zu erwerben. Die Stadtbibliothek Hamburg etwa erwarb kein einziges Buch, „obgleich die Bücher fast verschenkt wurden. So sind die besten Handschriften z. B. von Juvenal, im Durchschnitt für zwei Rthlr. das Stück nach Kopenhagen verkauft...“
Während man über die Kopenhagener Erwerbungen informiert ist, verliert sich die Spur anderer Manuskripte:
Der Hamburger Domherr Hildebold hatte Mitte des 13. Jahrhunderts eine Schrift Discordia in electione Pontificis („Zwietracht bei der Wahl des Papstes“) verfasst, die sich möglicherweise auf die Wahl von Papst Clemens IV. bezog. Das Manuskript wurde 1784 von einem Antiquar ersteigert und galt danach als verschollen.
Nur wenige Bücher blieben in Hamburg oder kehrten wieder hierhin zurück.

## Einstige Bestände der Dombibliothek
|  | Beschreibung | Herkunft | Entstehung             | Aufbewahrungsort                                                           |
|  | --- | --- | ---------------------- | -------------------------------------------------------------------------- |
|  | Elfenbein-Evangeliar des Hamburger Mariendomes (Quattuor evangelia), roter Ledereinband von 1100 mit spätantiker Elfenbeinplatte. Pergament, 167 Blätter (25,5 × 17 cm). Wenige Initialen, Kanontafeln. | Geschenk des Stormarner Gaugrafen Gottfried an die Dombibliothek. | Anfang 11. Jahrhundert | SUB Hamburg (Cod. in scrin. 93)                                            |
|  | Dreibändige illustrierte Vulgata, sogenannte Hamburger Bibel. | Für das Hamburger Domkapitel angefertigt. | 1225                   | Königliche Bibliothek Kopenhagen (MS. GKS 4 2°, vol. I-III, Biblia Latina) |
|  | Bibliothekskatalog | | 1337                   | Hamburg, Staatsarchiv, Threse R 3, S. 37 f.                                |
|  | Bibliothekskatalog | | 1342                   | Hamburg, Staatsarchiv, Dom 62, S. 353 f.                                   |
|  | Kleines Kaiserrecht (Frankenspiegel) | | 15. Jhd.               | Innsbruck, Tiroler Landesmuseum Ferdinandeum, FB 2036                      |
|  | Bibliothekskatalog | | 1453                   | Hamburg, Staatsarchiv, Dom 62, Nr. 45, 17                                  |
|  | Claudius Ptolemäus: Cosmographia. Aus dem Griechischen übersetzt von Jacobus Angelus de Scarperia. Mit Holzschnittkarten von Johannes aus Armsheim nach Vorlagen von Nicolaus Germanus.                 | Inkunabel aus der Werkstatt des Lienhard Holl in Ulm. Angeblich aus Prag, im Dreißigjährigen Krieg von einem Soldaten nach Hamburg gebracht und in die Dombibliothek gelangt. | 1482                   | SUB Hamburg (Cod. in scrin. 30b)                                           |
|  | Lübecker Bibel (1494) | 1642 gestiftet von Lector secundarius und Domprediger Gerhard Grave mit eigenhändiger Widmung. 1850 über Adolf Asher von der Bodleian Library in Oxford erworben.             | 1494                   | Bodleian Library, Auct. M 3.9                                              |
|  | Missale des Hamburger Domes, sogenanntes Hamburger Antiphonar. Pergament, 18 Blätter (42 × 30 cm). | Für das Hamburger Domkapitel angefertigt. | 1500/1401              | SUB Hamburg (ND VI 471)                                                    |
|  | Kommentar des Orosius zum Hohenlied Salomos (Orosius super Cantica) | Kartäuserbibliothek Stettin, 1648 von Joachim Gödersen der Dombibliothek geschenkt                                                                                            |                        | Stadtbibliothek Hamburg (Cod. philol. 283)                                 |
|  | Liturgische Handschrift | |                        | Rom, Biblioteca Vallicelliana, Cod. B 141 (2°)                             |
|  | Handschrift | |                        | Budapest, Országos Széchenyi Könyvtár, cod. lat. 125                       |